# پژواک‌ها: بهترین‌های پینک فلوید
| بررسی انتقادی | بررسی انتقادی |
| منبع          | رتبه‌بندی      |
| ------------- | ------------- |
| آل‌میوزیک      | [ ۱ ]         |

پژواک‌ها: بهترین‌های پینک فلوید (به انگلیسی: Echoes: The Best of Pink Floyd) آلبومی گردآوری شده از از گروه پراگرسیو راک پینک فلوید است که در ۵ نوامبر ۲۰۰۱ توسط ای‌ام‌آی رکورد در بریتانیا و به‌دنبالش در روز بعد در آمریکا توسط کپیتال رکوردز منتشر شد. آلبوم توانست با فروش ۲۱۴۶۱۵ نسخه تا مکان دوم ۲۰۰ آلبوم برتر بیلبورد بالا آید و تا ۲۶ هفته در نمودارها باقی بماند.

## تاریخچه
این آلبوم اولین آلبومی است که به صورت لوح فشرده عرضه می‌شود و آهنگ وقتی ببرها رها شدند در آن قرار می‌گیرد که این آهنگ قبلاً؛ در قالب فیلم دیوار منتشر شده بود، همچنین در انتشار دوبارهٔ آلبوم برش نهایی نیز منتشر شده بود.
این اولین آلبوم گردآوری‌شده از گروه‌است که آهنگ‌هایی را از سه آلبوم آخر گروه برش نهایی، لغزش آنی در عقل و زنگ دسته‌بندی دربرمی‌گیرد و همچنین اولین آلبوم گردآوری‌شده‌ای است که آهنگ پژواک‌ها را شامل می‌شود، (از آلبوم فضولی).
از اولین و آخرین تک‌آهنگ‌های گروه پینک فلوید(آرنولد لاین و امیدهای زیاد) نیز در این آلبوم استفاده شده‌است.

## طرح جلد
در طراحی جلد این آلبوم از تصاویری استفاده شده‌است که در طرح جلدهای قبلی مشابه‌اش وجود داشته و از آن الگو گرفته شده‌است. مانند آتش گرفتن یک مرد که نمادی از آلبوم ای کاش اینجا بودی می‌باشد، یا یک تبر و یک دوچرخه که اشاره به آهنگ‌های «مراقب تبر باش، یوجین» و «دوچرخه» دارد.

## فهرست آهنگ‌ها

### دیسک نخست
| شماره | نام                                                            | نویسنده(ها)                   | خواننده(ها)         | مدت   |
| ----- | -------------------------------------------------------------- | ----------------------------- | ------------------- | ----- |
| ۱.    | «خداوند اخترشناسی» (نی‌زن بر دروازه‌های سپیده‌دم)                 | سید برت                       | برت، ریک رایت       | ۴:۱۰  |
| ۲.    | «نواختن امیلی را ببین» (آلبوم نیست، تک‌آهنگ؛ یادگاره‌ها)         | برت                           | برت                 | nil   |
| ۳.    | «شادترین روزهای زندگی‌های ما» (دیوار)                           | راجر واترز                    | واترز               | ۱:۳۸  |
| ۴.    | «آجری دیگر در دیوار (بخش دوم)» (دیوار)                         | واترز                         | دیوید گیلمور، واترز | ۴:۰۱  |
| ۵.    | «پژواک‌ها» (فضولی)، نسخهٔ ویرایش شده)                            | گیلمور، واترز، رایت، نیک میسن | گیلمور، رایت        | ۱۶:۳۰ |
| ۶.    | «آهای تو» (دیوار)                                              | واترز                         | گیلمور، واترز       | ۴:۳۹  |
| ۷.    | «ماروند» (ناقوس جدایی، نسخهٔ ویرایش شده)                        | گیلمور، رایت                  | بی کلام             | ۲:۰۲  |
| ۸.    | «کنسرتی بزرگ در آسمان» (نیمه تاریک ماه)                        | رایت، کلر توری                | توری                | ۴:۴۰  |
| ۹.    | «دستگاه‌ها را تنظیم کن به سمت قلب خورشید» (یک نعلبکی رمز و راز) | واترز                         | واترز               | ۵:۲۰  |
| ۱۰.   | «پول» (نیمه تاریک ماه)                                         | واترز                         | گیلمور              | ۶:۲۹  |
| ۱۱.   | «حرفتو ادامه بده» (ناقوس جدایی)                                | گیلمور، رایت، پولی سمسون      | گیلمور              | ۵:۵۷  |
| ۱۲.   | «گوسفند» (جانوران)                                             | واترز                         | واترز               | ۹:۴۶  |
| ۱۳.   | «اندوه» (لغزش آنی در عقل)                                      | گیلمور                        | گیلمور              | ۸:۴۵  |

### دیسک دوم
| شماره | نام                                                                            | نویسنده(ها)                             | خواننده       | مدت   |
| ----- | ------------------------------------------------------------------------------ | --------------------------------------- | ------------- | ----- |
| ۱.    | «بدرخش ای الماس مجنون (۱–۵)» (کاش اینجا بودی، نسخه ویرایش شده)                 |                                         | واترز         | ۱۷:۳۲ |
| ۲.    | «زمان» (نیمه تاریک ماه)                                                        | گیلمور، واترز، رایت، میسن               | گیلمور، رایت  | ۶:۴۸  |
| ۳.    | «خانه یادگاری فلچر» (برش نهایی)                                                | واترز                                   | واترز         | ۴:۰۷  |
| ۴.    | «بی‌حس و راحت» (دیوار، شامل ویرایش‌هایی از آهنگ «بچه‌ها را به خانه بازگردانید»)   | گیلمور، واترز                           | گیلمور، واترز | ۶:۵۳  |
| ۵.    | «وقتی ببرها رها شدند» (دیوار موسیقی فیلم، همچنین در نسخه‌رمسترشده از برش نهایی) | واترز                                   | واترز         | ۳:۴۲  |
| ۶.    | «یه روز از این روزها» (فضولی، نسخه ویرایش شده)                                 | گیلمور، رایت، میسن، واترز               | میسن          | ۵:۱۵  |
| ۷.    | «ما و آن‌ها» (نیمه تاریک ماه)                                                   | واترز، رایت                             | گیلمور، رایت  | ۷:۵۱  |
| ۸.    | «آموختن پرواز» (لغزش آنی در عقل)                                               | گیلمور، آنتونی مور، باب ازرین، جان کرین | گیلمور        | ۴:۵۰  |
| ۹.    | «آرنولد لاین» (آلبوم نیست، تک‌آهنگ نمایش داده شده در آلبوم یادگاره‌ها)           | برت                                     | برت           | ۲:۵۲  |
| ۱۰.   | «کاش اینجا بودی» (کاش اینجا بودی)                                              | گیلمور، واترز                           | گیلمور        | ۵:۲۱  |
| ۱۱.   | «جاگبند بلوز» (یک نعلبکی رمز و راز)                                            | برت                                     | برت           | ۲:۵۶  |
| ۱۲.   | «امیدهای زیاد» (ناقوس جدایی، نسخه ویرایش شده)                                  | گیلمور، سمسون                           | گیلمور        | ۶:۵۹  |
| ۱۳.   | «دوچرخه» (نی‌زن بر دروازه‌های سپیده دم)                                          | برت                                     | برت           | ۳:۲۴  |

## ترانه‌های رد شده
بنابر گفتهٔ جیمز گاتری، ترانه‌های زیر نیز نامزد قرارگرفتن در آلبوم بودند:
- «اوردرایو میان‌ستاره‌ای» (گیلمور، واترز، رایت، میسن) نی‌زن بر دروازه‌های سپیده‌دم, ۱۹۶۷
- «فصل ۲۴» (برت) نی‌زن بر دروازه‌های سپیده‌دم, ۱۹۶۷
- «مترسک» (برت) نی‌زن بر دروازه‌های سپیده‌دم, ۱۹۶۷
- «مراقب تبر باش، یوجین» (گیلمور، واترز، رایت، میسن) ترانه پشت از "تو آسمون منو نشون بده» , ۱۹۶۸; همچنین قرارگرفته در آلبوم یادگاره‌ها, ۱۹۷۱
- «علفزارهای گرانچستر» (واترز) اوماگوما, ۱۹۶۹
- ویرایشی تغییریافته از آهنگ «مادر قلب اتمی» (گیلمور، واترز، رایت، میسن، گیسین) مادر قلب اتمی, ۱۹۷۰
- «اگر» (واترز) مادر قلب اتمی, ۱۹۷۰
- «خورشید پیر چاق» (گیلمور) مادر قلب‌اتمی, ۱۹۷۰
- «نترس» (گیلمور، واترز) فضولی, ۱۹۷۱
- «سن تروپز» (واترز) فضولی, ۱۹۷۱
- «نفس بکش» «نفس بکش (بازگشت)» شامل‌شده در زمان (گیلمور، واترز، رایت) نیمه تاریک ماه, ۱۹۷۳
- «اختلال ذهنی» (واترز) نیمه تاریک ماه, ۱۹۷۳
- «کسوف» (واترز) نیمه تاریک ماه, ۱۹۷۳
- «سگ‌ها» (گیلمور، واترز) جانوران, ۱۹۷۷
- «مادر» (واترز) دیوار, ۱۹۷۹
- «شهوت تازه» (گیلمور، واترز) دیوار, ۱۹۷۹
- «کسی خانه نیست» (واترز) دیوار, ۱۹۷۹
- «گذشته‌های محتمل تو» (واترز) برش نهایی, ۱۹۸۳
- «رؤیای توپچی» (واترز) برش نهایی, ۱۹۸۳
- «چشمان خیالاتی» (واترز) برش نهایی, ۱۹۸۳